# Zakiganj
Zakiganj är ett underdistrikt i Bangladesh. Det ligger i den östra delen av landet, 240 km nordost om huvudstaden Dhaka.
Trakten runt Zakiganj består till största delen av jordbruksmark. Runt Zakiganj är det mycket tätbefolkat, med 1 692 invånare per kvadratkilometer.